# Spy Fox 3 : Opération SOS Planète
Spy Fox 3 : Opération SOS Planète est un jeu vidéo développé par Humongous et édité par Infogrames sorti en 2001. C'est le troisième jeu de la série principale de Spy Fox.

## Résumé
Venus Galore, présidente d'une grande marque de cosmétiques, a construit un satellite géant en forme d'aérosol en orbite autour de la terre qui pulvérise du gaz détruisant la couche d'ozone, afin d'obliger tout le monde à lui acheter une crème solaire spéciale ayant un IPS de 2001. Spy Fox a sauvé des mains de Vénus Galore Henri Tournik, un spécialiste en propulsion cosmétique dont Vénus avait décidée de se débarrasser, qui a pu expliquer à Spy Fox comment détruire le satellite : il faut lancer dedans une pilule coagulante.
Pour permettre de fabriquer cette pilule, Spy Fox va devoir trouver quatre éléments dans chacun des quatre continents (la ville, en Amérique du Nord, le lac, en Eurasie, la jungle, en Amérique du Sud et le désert, en Afrique) qui changent à chaque partie : comme dans tous les jeux d'Humongous, il y a trois ou quatre éléments aléatoires à trouver définis aléatoirement à chaque partie. Après avoir tout ramené à Henri Tournik et être parvenu jusqu'au satellite de Vénus, Spy Fox va jeter la pilule coagulante dans le satellite, au deuxième essai, ayant été trop bruyant au premier.
Vénus va alors s'échapper du satellite. Si Spy Fox la suit à temps (comme dans les autres Spy Fox, il y a deux fin possibles : soit Spy Fox résout l'affaire, soit Spy Fox résout l'affaire et met le méchant en prison), il va pouvoir accéder à la base lunaire de Vénus avant qu'elle n'active son champ de force. Peu après, Capuccine Jenny, qui a réparée le Super V.E.E.M., le vaisseau spatial de Spy Corps, qui était en réparation au début de l'aventure, arrive devant la base lunaire de Vénus avec d'autres agents de Spy Corps. Spy Fox va devoir parvenir à désactiver le champ de force pour permettre aux agents de Spy Corps de pénétrer dans la base lunaire et arrêter Vénus.

## Clin d'œil àGoldeneye
Le début du jeu commence exactement de la même façon que dans le 17e film de James Bond, Goldeneye. Spy Fox atterrit dans les toilettes par un conduit d'aération comme dans le film.